# Castell de Montner

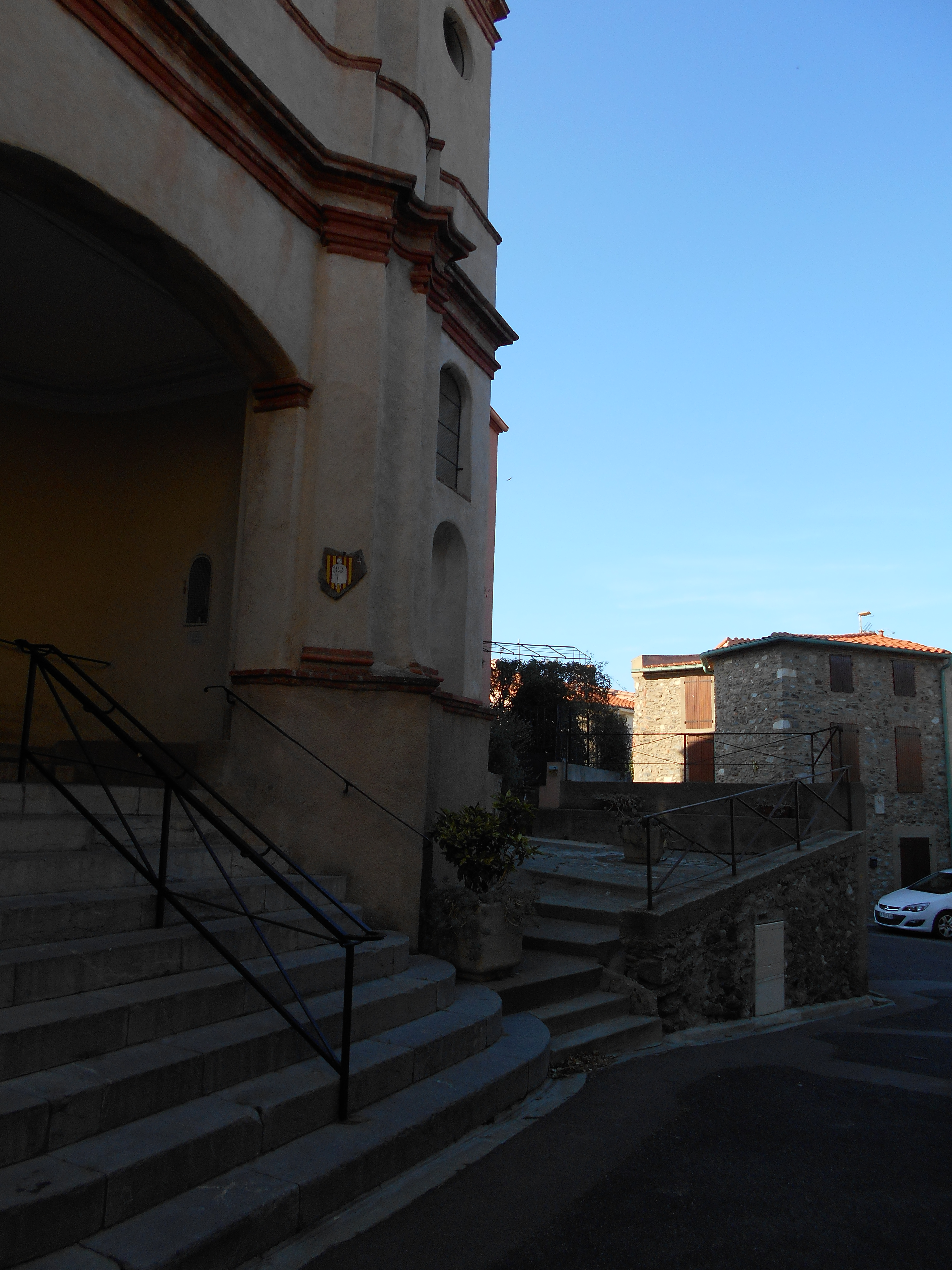
Lloc on hi hagué el porxo del Castell de Montner

El Castell de Montner era un castell medieval d'estil romànic del segle x situat en el poble de Montner, de la comuna del mateix nom, a la comarca del Rosselló (Catalunya del Nord).
El castell, quasi del tot desaparegut, era en el punt més alt que domina el poble vell de Montner, al costat de l'església parroquial de Sant Joan i Santa Eugènia de Montner. Aquest castell és conegut des de l'any 1240, moment en què Ramon de Tor jurà vassallatge a Nunó Sanç. A principis del XIV n'era senyor Bertran de Sant Marçal. Posteriorment passà a integrar-se en el vescomtat de Perellós.